# Clausola solve et repete
Solve et repete, in diritto civile, è una clausola con cui le parti rafforzano il vincolo contrattuale, stabilendo che una di esse non possa opporre eccezioni nell'eseguire la prestazione dovuta, ex art. 1462 c.c.
In altri termini, la parte a carico della quale sarà posta la citata clausola sarà anzitutto obbligata all'adempimento o alla dazione di quanto dovuto (solve), e solo in un secondo momento potrà opporsi, chiedendo indietro quanto in prima battuta dato o versato (repete).
Questa clausola non ha effetto per l'eccezione di annullabilità, nullità e rescissione del contratto.
Il giudice, se accerta l'esistenza di gravi motivi, può sospendere l'obbligazione all'adempimento della prestazione che deriva dalla clausola citata, benché efficace, imponendo, se del caso, una cauzione.

## In Italia
In diritto tributario il principio del solve et repete comportava che il contribuente prima di adire il giudice per contestare un'imposta richiestagli doveva provvedere al pagamento. La Corte costituzionale con sentenza 29.3.1961, n. 21, ha dichiarato l'illegittimità costituzionale della norma, per contrasto con gli artt. 3, 24 e 113 della Costituzione.